# بوریس کریستوف
بوریس کریستوف (بلغاری: Борис Кирилов Христов؛ زاده ۱۸ مهٔ ۱۹۱۴ – درگذشت ۲۸ ژوئن ۱۹۹۳) یک خواننده اپرا، خواننده، موسیقی‌دان، هنرپیشه، و هنرمند اهل بلغارستان بود. به‌طور گسترده او یکی از بزرگترین صداهای بیس در قرن بیستم شناخته می‌شود.